# 錫布利比尤特鎮區 (北達科他州伯利縣)
錫布利比尤特鎮區（英語：Sibley Butte Township）是位於美國北達科他州伯利縣的一個鎮區。

## 地方資料
錫布利比尤特鎮區的面積為93.24平方千米，當中陸地面積為93.21平方千米，而水域面積為0.03平方千米。根據2010年美國人口普查的數據，當地共有人口15人，而人口密度為每平方千米0.16人。